# Fred Newman
Frederick R. "Fred" Newman (LaGrange, 6. svibnja 1952.), američki je glumac.

## Vanjske poveznice
- Fred Newman u internetskoj bazi filmova IMDb-u (engl.)